# Four Sticks
Four Sticks – utwór brytyjskiego zespołu rockowego Led Zeppelin, wydany w 1971 na czwartym, niezatytułowanym, studyjnym albumie zespołu, nieformalnie nazywanym Led Zeppelin IV. Został wydany 21 lutego 1972 na stronie B singla Rock and Roll. Nazwa piosenki pochodzi od czterech pałek, których John Bonham użył do gry na perkusji w tym utworze.
Piosenka była trudna do nagrania i wymagała dużej liczby podejść. John Paul Jones zagrał w utworze na syntezatorze VCS 3. Piosenka wyróżnia się niecodziennym metrum, zawierając riffy będące połączeniem 5/8 i 6/8.
Zespół unikał grania utworu i tylko raz wykonał go na żywo - w Kopenhadze podczas europejskiej trasy koncertowej w 1971 roku. Wykonanie zostało wydane na niektórych bootlegach zespołu.

## Personel
- Jimmy Page – gitara elektryczna, produkcja
- Robert Plant – śpiew
- John Paul Jones – gitara basowa, syntezator
- John Bonham – perkusja
- Andy Johns – inżynier dźwięku